# Puyung (Pule)
Puyung is een bestuurslaag in het regentschap Trenggalek van de provincie Oost-Java, Indonesië. Puyung telt 4655 inwoners (volkstelling 2010).